# Carl Püchler
Carl Püchler (Bad Warmbrunn, 13 de maio de 1894 - Heilbron, 1949) foi um oficial do Exército Alemão que serviu nas duas guerra mundiais.

## Biografia
Carl Püchler foi um oficial cadete em 1913 e foi promovido para Leutnant num batalhão de engenharia no ano seguinte, mantendo-se no Exército após o término da Primeira Guerra Mundial.
No início da Segunda Guerra Mundial, foi o comandante de um Batalhão de Infantaria com a patente de Oberstleutnant. Ele foi promovido para Oberst no dia 1 de novembro de 1939 após ele subiu rapidamente por entre as patentes militares: Generalmajor no dia 1 de julho de 1942, Generalleutnant em 1 de abril de 1943 e General de Infantaria no dia 1 de novembro de 1944.
Durante este período, ele comandou sucessivamente o Regimento de Infantaria 34 e 228 após a 257ª Divisão de Infantaria (1 de junho de 1942). Ele assumiu o comando do XXXIX Corpo Panzer (14 de novembro de 1943), LXVII Corpo de Exército e LXXXVI Corpo  de Exército, e LXXIV Corpo  de Exército (15 de dezembro de 1944).
Ele foi feito prisioneiro em 16 de abril de 1945. Faleceu em Heilbron em 1949.

## Condecorações
- Cruz de Ferro 2ª e 1ª Classe
- Cruz de Cavaleiro da Cruz de Ferro (20 de dezembro de 1941)[1]
- Cruz Germânica em Ouro (7 de agosto de 1943)[1]